# Ubi sunt

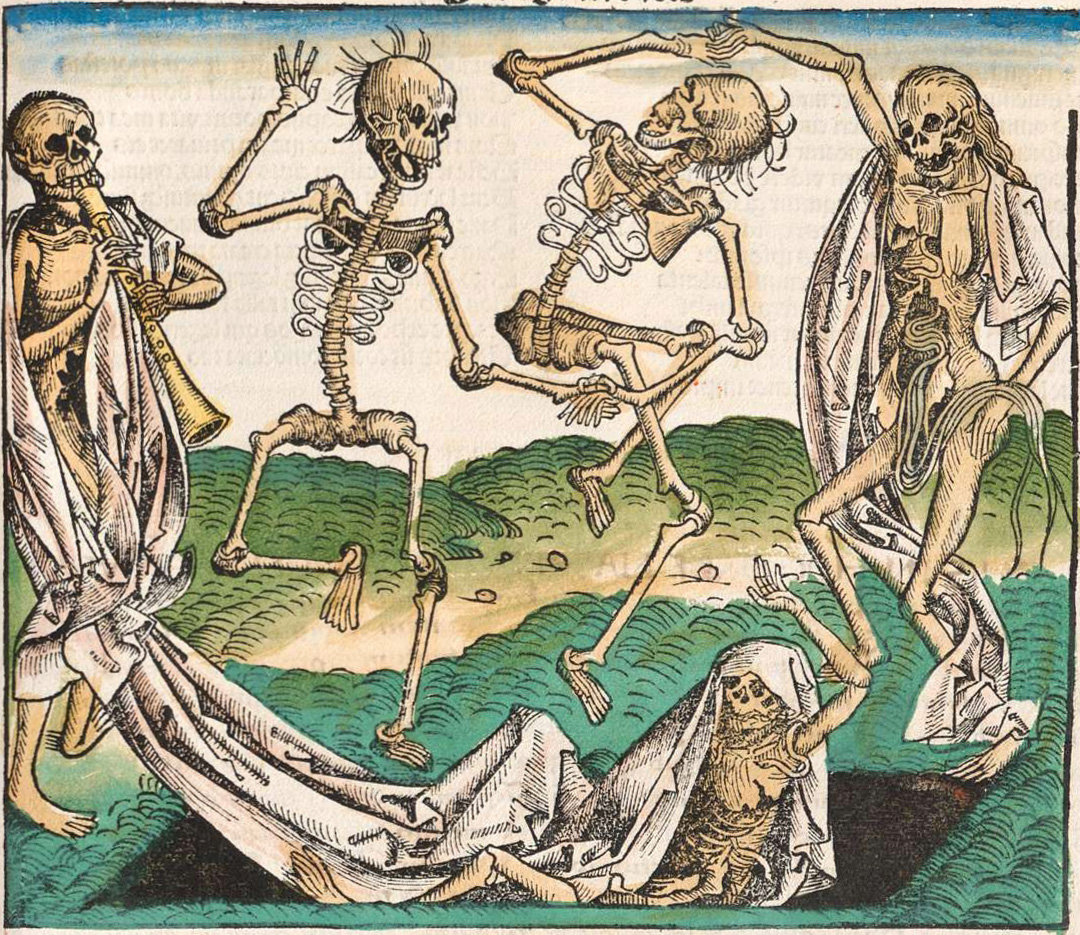
La danza de la muerte, de Michael Wolgemut.

Ubi sunt (también formulado como ubi nunc) es un tópico literario procedente de la expresión latina Ubi sunt qui ante nos in hoc mundo fuere? ("¿Dónde están quienes vivieron antes que nosotros?"). Este es ya utilizado en la literatura clásica romana y transmitido tanto a las literaturas romances como a la literatura occidental. Como muchos tópicos, se ha transmitido en su formulación latina.
Este tópico, empleado en numerosas obras literarias medievales y modernas, refleja una filosofía o forma de pensar que fue dominante a lo largo de la Edad Media, y que enlaza con la concepción de la vida en la tierra como un simple tránsito hacia la vida eterna, la que sigue a la muerte. Entronca ideológicamente con las danzas macabras, en el sentido de entender que al finalizar la vida, la muerte es un elemento igualador.
Un ejemplo de su formulación en lengua castellana se puede encontrar en las Coplas a la muerte de su padre de Jorge Manrique.